# Karl Arbenz
Carl Adolphe Arbenz (Birmingham, 1884 – ...) è stato un calciatore svizzero, di ruolo portiere.
Tecnico industriale (del settore tessile ?) era nato da genitori elvetici di lingua francese emigrati dal Canton Vaud in Inghilterra per motivi di lavoro dove Carl effettua i suoi studi fino ad ottenere la qualifica di tecnico industriale. È proprio il titolo di studi ottenuto a indurlo a trasferirsi in importanti città industrializzate (Winterthur e Torino) dove si trasferì sempre per motivi di lavoro.

## Carriera
Cresce nel club elvetico del Winterthur dove disputa anche tornei dove era impegnata la prima squadra vincendo due campionati nelle stagioni 1905-1906 e 1907-1908. Nella sessione di mercato estiva del 1909 passa al Torino dove resta fino al 1911. Esordisce con questa maglia il 7 novembre 1909 nel derby della mole vinto dai granata per 3-1. Disputa invece l'ultima partita il 9 aprile 1911 contro l'Andrea Doria perdendo per 3-2. In totale con questa maglia disputa 23 partite subendo 46 gol, con la media di 2 per partita.

## Curiosità
Durante un incontro disputato il 13 novembre 1910 a Biella contro la Juventus, Arbenz, in ottima giornata, para magnificamente tre penalty concessi alla squadra avversaria, consentendo il successo (1-0) al Torino.

## Palmarès

### Club

#### Competizioni nazionali
- Campionato svizzero: 2

Winterthur: 1905-1906, 1907-1908